# 北佛羅里達大學
北佛羅里達大學（University of North Florida，縮寫：UNF）是一所位於美國佛罗里达州杰克逊维尔的公立大學，隸屬佛羅里達州立大學系統。該大學創始于1972年，起初是一所只提供三、四年级教育的高年级学院（Upper Division College），1984年開始接受新生。該學院在2017年《美國新聞與世界報道》的“南部地區大學”排名中列在第52位。

## 外部連接
- 官方网站

30°15′43″N 81°30′35″W / 30.2619°N 81.5097°W